# 莫雷纳
莫雷纳（Morena），是印度中央邦莫雷纳县的一个城镇。总人口150890（2001年）。

## 人口
该地2001年总人口150890人，其中男性82281人，女性68609人；0—6岁人口23329人，其中男12896人，女10433人；识字率66.15%，其中男性为74.64%，女性为55.98%。